# Odessa in fiamme
Odessa in fiamme  è un film del 1942 diretto da Carmine Gallone.

## Trama
La prima parte è un dramma familiare. Maria Teodorescu, interpretata da Maria Cebotari, è una cantante lirica con un marito infedele (Sergio Teodorescu, interpretato da Carlo Ninchi). Mentre Maria è lontana da Chișinău lavoro, le truppe sovietiche occupano la città e portano il figlio ad Odessa. Nella seconda parte, bellica, dove il marito si arruola nell'esercito romeno per combattere i russi e ritrovare la famiglia, vi sono i combattimenti per la riconquista della città, dove si ricopre di gloria, al termine della quale la famiglia potrà riunirsi.

## Produzione
Prodotto dalla Grandi Film Storici, di Carmine Gallone e Federico Curioni, in collaborazione con la O.N.C. romena, la pellicola venne girata in doppia versione, sempre diretta da Gallone, per gli interni a Cinecittà e per gli esterni in Romania.
Il film rientra nel filone propagandistico.

## Distribuzione
Il film venne distribuito nelle sale cinematografiche italiane il 14 settembre 1942.

## Critica
Francesco Pasinetti, nelle pagine del periodico Cinema del 25 settembre 1942, « Un film melodrammatico, in cui Gallone non ha saputo rinunciare ad una rappresentazione della Tosca, durante il bombardamento di Odessa. Canta Maria Cebotari, il suo bambino con altri coetanei è finito in una caverna. Il padre Michele e lei riescono a liberarlo, nel frattempo le truppe liberatrici entrano in Odessa. Film composito e artificioso, in cui gli elementi emotivi vengono profusi a piene mani, grosso prodotto industriale di un regista generoso ed abile...»